# アッラーフ・アクバル

アッラーフ・アクバル.

ナスタアリーク体での「アッラーフ・アクバル」

イラクの国旗。中央にアッラーフ・アクバルの文字がクーフィー体で書かれている。

中国語

アッラーフ・アクバル（アラビア語：اللّٰهُ أَكْبَرُ, Allāhu akbar（ʾallāhu ʾakbar）、英語：Allah akbar）とは、「アッラーは最も偉大なり」を意味するイスラーム教の慣用表現 。この文句を唱えることは動詞派生形第2形の動名詞を用いて表し、タクビール（アラビア語：تَكْبِيرٌ, Takbīr（takbīr））と呼ばれている。

## 意味と発音

### 意味
アッラーフはイスラームにおける唯一神 اَللهُ（ʾallāh, 英語：Allah）のことで、文章の主語となっている。
また أَكْبَرُ（ʾakbar, アクバル）は形容詞的な意味を有する文章の述語で「大きい」を意味する形容詞・分詞相当語 كَبِير（kabīr, カビール）の比較級・最上級の語形。ここでは至上・至高の存在である唯一神を指しているため最上級として「最も大きい」「最も偉大である」と解釈される。
アラビア語には英語のbe動詞に相当する語句が無いため、この2語を並べ「アッラーフ・アクバル」とすることで「アッラーフは最も偉大である」となる。日本語では「アッラーは偉大なり」「アッラーは最も偉大なり」「アッラーは至大なり」などと訳されることが多い。
アラビア語を使わない国においても、イスラーム教徒の間ではそのままアラビア語で唱えられるが、中国の回族の間では中国語で「真主至大」（拼音: Zhēnzhǔ zhìdà）と唱えられることもある。

### 発音
アラビア語では日常会話も含めて اللّٰهُ أَكْبَرُ（ʾallāhu ʾakbar, アッラーフ・アクバル）と発音することが広く行われているが、唯一神の呼称である اَلله（ʾallāh）が文中で主語になっている場合や単体でその名を口にする時は
- 文語の非休止形で اَللهُ（ʾallāhu, アッラーフ）
- 文語の休止形で اَللهْ（ʾallāh, アッラーフ）、ただし「フ」はかすかで明確に聞こえない
- 日常会話の口語（方言）で اَللهْ（ʾallā, アッラー）

となること、またイスラームを信仰する非アラブ諸国の発音についてはアラビア語とはまた異なることから、日本語カタカナ表記では「アッラー・アクバル」となっている場合もある。
さらに本来はスペースを含む部分を「・」で分けずに「アッラーフアクバル」や「アッラーアクバル」といったカタカナ表記も用いられている。

## 実際の使用例

### 宗教儀礼において
本来は唯一神アッラーに対する信仰を明言する文言であることから、イスラーム共同体内では礼拝前の呼びかけであるアザーンや祈りの時に使われている。

### 慣用句として
このフレーズは多用を経て慣用表現として定着しており、日常生活の色々な場面で用いられている。日本では歓声を上げる際の文言として周知されているが、悲嘆や悲鳴に相当するシーンでも使われることから、大災害の報道に登場することもある。
神が何よりも偉大で、全ての物事を統べる存在だという発想と結びついているため、喜びを表す場合にも、悲劇的な惨事に対して人としての無力感を覚えるような時にも叫ばれる。

#### 喜び・歓声
歓声を一斉に上げる場合は「تَكْبِير（takbīr, タクビール）！」（「アッラーフ・アクバルと言いましょう！」の意）という掛け声に呼応して集団が「アッラーフ・アクバル！」と唱えることも行われている。
日常生活においては慣用句として定着しており、元の意味の「アッラーは最も偉大なり（God is greatest、God is great）」をそのまま訳として当てはめることが適切でないこともある。
喜び・歓声としての用法ではキリスト教圏におけるHallelujah（ハレルヤ）、Alleluia（アレルヤ）と重なる用いられ方、日常会話における歓声としての用いられ方がされていることから、和訳としては「万歳！」、「すごい！」、「やったー！」、「おーっ！」などに近くなる 場面も少なくない。

#### 悲嘆・悲鳴
大事故・大災害時に使う悲嘆・悲鳴としては「Oh my god !（オーマイゴッド、ああ神よ！） 」と英訳される。

### テロ・戦闘行為との関係
現代での「アッラーフ・アクバル」は、異教徒などとの戦争・戦闘時におけるかけ声として用いられることもあり、いわゆるテロ組織とみられる集団や、テロ行為とされる行動でも叫ばれているため   、この文言を使った日常慣用句に馴染みが無い非イスラーム諸国ではテロリストの常用句・テロの象徴として受け止められやすい。
この件についてイスラーム共同体内部では、祈りから気軽な感嘆や声援まで幅広く使われているアッラーフ・アクバルが、テロリストや過激派によって"ハイジャックされた"、"評判を傷つけられた"と語られている  。